# Subang Jaya
Subang Jaya ist eine 708.296 Einwohner zählende malaysische Großstadt. Sie liegt unmittelbar südwestlich von Kuala Lumpur im Bundesstaat Selangor. Das zum Distrikt Petaling gehörende Stadtgebiet hat eine Fläche von etwa 70 km².
Subang Jaya wurde 1974 zunächst als Stadtteil des benachbarten Petaling Jaya gegründet, um den wachsenden Bedarf an Wohnraum im Großraum Kuala Lumpur zu befriedigen. Ehemals befanden sich Ölpalm- und Gummiplantagen auf dem heutigen Stadtgebiet. Seit 1997 ist Subang Jaya eine eigenständige Gemeinde, die mit großflächigen Wohngebieten bebaut ist. Die Einwohnerzahl, die 1991 noch 78.494 und 2000 dann 423.338 betrug, verzeichnete jährliche Zuwachsraten von über 10 % und übertraf Ende der 2000er Jahre die von Kuala Lumpur, womit Subang Jaya zur bevölkerungsreichsten Stadt Malaysias wurde.
Nach einer administrativen Neuordnung der Verwaltungsgebiete „verlor“ die Stadt jedoch einen Großteil ihrer Einwohner, die nun anderen Gebieten zugerechnet werden. Laut letzter Statistik von 2010 ist Kuala Lumpur wieder größte Stadt Malaysias, während Subang Jaya Platz fünf belegt.
Verkehrsmäßig ist Subang Jaya durch mehrere Autobahnen und Schnellstraßen erschlossen. Vorortzüge verbinden die Stadt mit Kuala Lumpur und Port Klang.

## Persönlichkeiten
- Bryan See Tian Keat (* 1993), Fußballspieler